# اختبارات التدفق الجانبي
اختبارات التدفق الأفقي، والمعروفة أيضاً بمقاييس الفحص المناعي وفق التدفق الأفقي، هي أجهزة بسيطة تُستخدم للكشف عن وجود أو غياب المادة المطلوب تحليلها في مصفوفة العينة الخاضعة للفحص بدون الحاجة لاستخدام الأجهزة المتخصصة باهظة الثمن، رغم أن العديد من التطبيقات المخبرية المتاحة مدعمة بأجهزة قراءة. وهذه الأجهزة تُستخدم للفحوصات الطبية سواء في المنازل، أو في مواقع الرعاية السريرية، أو في المختبرات المتخصصة. ومن أشهرها جهاز فحص الحمل المنزلي الذي يُستخدم على نطاق واسع.

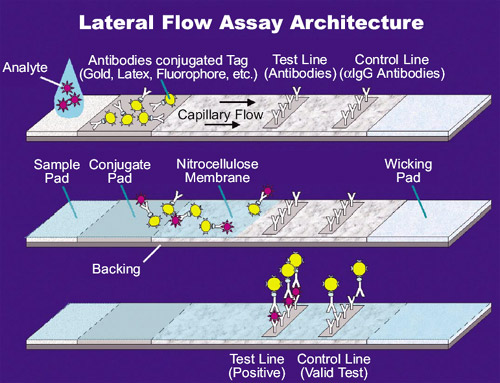
رسم توضيحي، من قبل وكالة ناسا، لاختبار تدفق جانبي.

تعتمد هذه التكنولوجيا على سلسلة من لوحة شعيرات مثل: قطع ورقية ذات مسامات، بوليمرات (لدائن) ذات بنية مجهرية، والبوليمر المتلبد (متلاصق الذرات). كل من هذه العناصر لها القدرة على نقل السوائل (مثل البول) بشكل تلقائي.
العنصر الأول (وهو صفيحة مسند العينة) يعمل كإسفنجة ليحتوي الفائض من سائل العينة. عندما تتشبع الإسفنجة، ينتقل السائل إلى العنصر الثاني وهو (المسند المترافق) الذي فيه قامت شركة التصنيع بتخزين العنصر المترافق، وهو عبارة عن جسيمات حيوية نشطة جافة موجودة في خليط من السكر والملح يحتوي على كل المتطلبات لضمان تفاعل كيميائي مثالي بين الجزيئات المستهدفة (مثل المستضد) ومرافقها الكيميائي (مثل الجسم المضاد) الذي قد تم تسكينه على سطح الجسيمات. وبينما تقوم العينة السائلة بإذابة خليط السكر والملح، فإنها تُذيب أيضاً الجسيمات، وفي عملية نقل متعاضدة يتم خلط العينة السائلة والمترافق ببعضهما البعض خلال عبورهما البنية المسامية. وبهذه الطريقة، ترتبط المادة المراد تحليلها بالجسيمات أثناء انتقالها لمسافة أطول باتجاه صفيحة المسند الثالث في لوحة الشعيرات. هذه المادة تحتوي على منطقة واحدة أوعدة مناطق (بالعادة يطلق عليها شرائح) والتي فيها تكون الشركة الصانعة قد وضعت جزيء ثالث ساكن.
عندما يصل خليط العينة والمترافق إلى الشرائح، تكون المادة المراد تحليلها قد ارتبطت بالجسيمات، ويكون الجزيء الثالث (عنصر الالتقاط) قد التقط وأحكم ترابط الخليط. وبعد فترة، وبعد أن يمر السائل خلال الشرائح، تبدأ الجسيمات بالتراكم، ويتغير لون الشرائح. 
 وبشكل خاص، يوجد على الأقل شريحتين، الأولى: هي المتحكمة التي تقوم بالتقاط واحتواء أي جُسيم، وهو ما يُظهر أن هذه العملية التقنية وشروط تفاعلها تعمل بشكل جيد. أما الشريحة الثانية، فتحتوي على جزيء لاقط محدّد، ويلتقط فقط الجسيمات الموجودة على الجزيء المراد تحليله والذي قد تم تسكينه. بعد عبور السائل مناطق التفاعل يدخل السائل آخر مادة مسامية «الفتيلة» والتي تعمل كوعاء لتجميع الفضلات.
اختبارات التدفق الأفقي، يمكنها أن تعمل سواء كقياسات تنافسية أو شُطيرية.

## الجسيمات الملونة
من حيث المبدأ، يمكن استخدام أي جسيمات ملونة، وفي أكثر الأحيان يتم استخدام لثى – وهي مادة لزجة زرقاء اللون - أو جسيمات نانومترية من الذهب (حمراء اللون). ويعود اللون الأحمر لجسيمات الذهب إلى ظاهرة رنين البلازمون السطحي الموضعي. من الممكن أيضاً استخدام جسيمات فلورسنت أو مغناطيسة مرقومة، وعموماً، ذلك يتطلب استخدام قارئ إلكتروني لقراءة نتائج الاختبار.   

## الفحوص الشُطيرية
مع انتقال العينة أثناء الفحص، أول ما يقابلها هو العنصر المترافق، وهو عادة ذهب غَروي مرقوم بأجسام مضادة محددة لتحليل المادة المستهدفة. إذا تم تحديد المادة المستهدف تحليلها في العينة، فإن الأجسام المترافقة المضادة ستترابط، وبالتالي ستصل إلى خط الاختبار الذي يحتوي على أجسام مضادة محددة لتحقيق الهدف. عندما تصل العينة إلى خط الاختبار ويطرأ تغيراً مرئياً على المادة المراد تحليلها، في الغالب يظهر خط يدل على أن قراءة الاختبار إيجابية. إن أغلب الفحوصات الشُطيرية تحتوي على خط تحكم سيَظهر بغض النظر عما إذا كان أو لم يكن هدف التحليل موجوداً. هذا الفحص الشُطيري السريع - قليل الثمن - يُستخدم في العادة في أجهزة فحص الحمل المنزلية التي تكتشف موجهة الغدد التناسلية المشيمية البشرية في بول المرأة.

## الفحوصات التنافسية
أول ما تصادفه العينة هي الجسيمات الملونة المرقومة بهدف التحليل أو العنصر النظير. خط الاختبار هنا يحتوي على أجسام مضادة للمادة المستهدفة/للعنصر النظير. المادة المستهدف تحليها غير المرقومة ستمنع عمل مناطق الارتباط الموجودة على الأجسام المضادة، حيث ستمنع امتصاص الجسيمات الملونة. خط الاختبار سيظهرعلى شكل شريط ملون في العينات السلبية.

## الاختبارات الكمية
معظم الاختبارات مصممة لتعمل على أسس نوعية بحتة، وعموماً، من الممكن قياس شدة كثافة خط الاختبار لتحديد كمية المادة المراد تحليلها في العينة. وأجهزة التشخيص المحمولة المعروفة بقارئات التدفق الأفقي، تُستخدم من قبل العديد من الشركات لتعطي نتيجة فحص كمي كامل. ومن خلال استخدام موجات ضوء طولية فريدة للإنارة مترافقة مع تكنولوجيا الكشف CMOS «شبه الموصل المتكامل التناظري» أو CCD «جهاز إقتران الشحنات» يمكن الحصول على صورة غنية بالإشارات لخطوط الاختبار الفعلية.
وباستخدام خوارزميات معالجة الصور المصممة خصيصا لنوع اختبار معين ووسط معين، يمكن ربط شدة كثافة الخط مع تركيزات المادة المراد تحليلها. واحدة من منصات جهاز التدفق الأفقي المحمول مصنوعة من قبل شركة (ديتيكت بيوميديكال L.L.C). التقنيات البديلة غير البصرية هي أيضا قادرة على إعطاء نتائج الفحوصات الكمية. أحد الأمثلة على ذلك هو المناعي المغناطيسي (ميا - وهو نوع من المقايسة المغناطيسية) في نموذج اختبار التدفق الأفقي الذي يسمح أيضاً بالحصول على نتيجة مقروءة كميأ. الحد من الاختلافات في ضخ عينة السائل في القنوات الشعيرية، نهج آخر للانتقال من النتائج النوعية إلى النتائج الكمية. وقد أظهرت الأعمال الأخيرة - على سبيل المثال - ضخ شعيري مع معدل تدفق مستمر مستقل عن لزوجة السائل.

## خط التحكم
في حين ليست حتماً ضرورة، معظم الاختبارات ستدمج أو تمزج خط قراءة ثاني يحتوي على الأجسام المضادة التي تلتقط اللثى / الذهبي الحر من أجل تأكيد أن الاختبار قد جرى بشكل صحيح

## البساطة والسرعة
الوقت للحصول على نتيجة الاختبار هو المحرك الرئيسي لهذه المنتجات. الاختبارات يمكن أن تستغرق أقل من بضع دقائق لتظهر نتيجتها بشكل واضح. بشكل عام، هناك تبادلية بين الوقت والحساسية - لذلك قد تستغرق اختبارات أكثر حساسية وقتا أطول لتظهر نتائجها بشكل واضح. الميزة الرئيسية الأخرى لهذا الشكل من الاختبار بالمقارنة مع الفحوصات المناعية الأخرى هي بساطة الاختبار - عادة ما تتطلب عينة قليلة أو معدومة وعدم تحضير مواد.

## براءات الاختراع
مجال هذه الفحوصات والاختبارات تنافسي للغاية، ويدعي عدد من الناس براءات الاختراع في هذا المجال وعلى الأخص (شركة أليري) «الشركة الرائدة في تصنيع اختبارات التشخيص السريع»، التي تمتلك براءات اختراع قدمتها بالأصل (شركة يونيباث) «وهي شركة أدوية كبيرة متخصصة أساساً في مجموعات التشخيص الطبي المتعلقة بالصحة الإنجابية للمرأة». وهناك أيضاً مجموعة من المنافسين لـ (شركة إنفرنيس للابتكارات الطبية) «وهي الشركة الرائدة في مجال معدات اختبار الحمل المنزلي ومراقبة الخصوبة» وتشكل تحديا في صحة براءات الاختراع. كما يحمل عدد من الشركات الأخرى براءات اختراع في هذا المجال.